# Anders Malm (bågskytt)
Anders Malm, född 19 september 1981. Svensk elitbågskytt bosatt i Kil.
Malm tävlar för föreningen bågskyttarna Kil sedan 1992, representerar Sverige i landslaget sedan 1997 och har såväl EM-guld som VM-medaljer på meritlistan.